# Freddie Prinze Jr.
Frederick James Prinze Jr. (Los Ángeles, California, 8 de marzo de 1976) es un actor, productor de cine y televisión y guionista estadounidense, conocido principalmente por sus interpretaciones en películas sobre adolescentes y por ser la voz de Iron Bull, en Dragon Age: Inquisition. En 2010 interpretó al agente Cole Ortiz de la CTU en la famosa serie 24 , Fred Jones en Scooby-Doo y Scooby-Doo 2 Monsters Unleashed. Es hijo del actor Freddie Prinze, a quien nunca conoció, puesto que él tenía 10 meses cuando su padre se suicidó.

## Primeros años
Prinze nació en Los Ángeles, California, hijo de Katherine Elaine Cochran, agente de bienes raíces, y Freddie Prinze, un actor y comediante que se suicidó el 29 de enero de 1977, después de que Elaine se separara de él y solicitara una orden al tribunal para que no se acercara a ellos. Prinze Jr. solamente tenía diez meses de vida en ese momento. La muerte de su padre en un principio fue atribuida a un suicidio, pero luego fue declarada como disparo accidental estando Prinze bajo la influencia de metacualona.[cita requerida] El abuelo paterno de Prinze era de ascendencia alemana y su abuela paterna era puertorriqueña; quien al morir en 2013 dejó toda su herencia a su "nieto predilecto" Freddie, incluyendo una residencia cerca de la playa en Cabo Rojo, un municipio en la costa sur oeste del mencionado territorio estadounidense. Por parte de su madre tiene ascendencia irlandesa, inglesa y nativa americana,[cita requerida] fue educado en la fe católica y abraza sus raíces puertorriqueñas.

## Carrera
Freddie apareció por primera vez en el mundo del espectáculo cuando tuvo una aparición especial en la comedia de ABC; Family Matters en 1995, y luego obtuvo un papel pequeño en la película Feliz cumpleaños, amor mío en 1996. Sin embargo, Prinze se hizo famoso al protagonizar la película de terror I Know What You Did Last Summer, junto a Jennifer Love Hewitt (1997), y su secuela I Still Know What You Did Last Summer (1998), las cuales lo hicieron muy querido por entre el público adolescente,[cita requerida] y mucho más en 1999 cuando protagonizó la película romántica She's All That, que fue un éxito en taquilla.
Posteriormente, Prinze protagonizó varias películas, entre ellas, Wing Commander (1999), Down to You (2000), Boys and Girls (2001), Head Over Heels (2001) y Summer Catch (2001). La mayoría de estas fueron fracasos en taquilla, y detestadas por parte de los críticos, También le dio voz al teniente James Vega en el videojuego Mass Effect.
En 2002 interpretó a Fred Jones en la película Scooby-Doo, y su secuela Scooby-Doo 2: Monsters Unleashed en 2004. En ambas películas trabajo junto a su esposa Sarah Michelle Gellar, y junto a su amigo Matthew Lillard, con quién trabajó en She's All That, Wing Commander y Summer Catch. En 2005 protagonizó su propia serie Freddie, la cual él declaró que relata varios hechos que le ocurrieron realmente.[cita requerida] Pero el programa solo duró una temporada al aire, ya que fue cancelado en mayo de 2006. En 2008 protagonizó la película Jack and Jill vs. the World junto a Taryn Manning. Fue estrella invitada en la serie cómica Friends y en el drama Boston Legal. Además, ha prestado su voz para las películas animadas Shark Bait, Happily N'Ever After y Delgo.
Freddie firmó con la WWE para trabajar en los guiones de la empresa, incluso siendo gerente general de RAW el 17 de agosto de 2009.
En 2013 se unió al elenco recurrente de la primera temporada de la serie Witches of East End donde interpretó a Leo Wingate, un recolector de mariposas que después de conocer a la bruja Wendy Beauchamp (Mädchen Amick) comienza una breve relación hasta el final de la primera temporada.
En 2012 trabajó junto a Bioware, donde le dio la voz a James Vega, en el videojuego Mass Effect 3, y de nuevo en 2014, dando voz al personaje de Iron Bull en Dragon Age: Inquisition.

## Vida personal
En 1995 empezó a salir con la actriz Kimberly McCullough, pero la relación terminó en 1999.
En 2000 empezó a salir con la actriz Sarah Michelle Gellar. La pareja se casó el 1 de septiembre de 2002 en México y tienen dos hijos: Charlotte Grace Prinze (nacida el 19 de septiembre de 2009) y un hijo (nacido en septiembre de 2012).

## Filmografía

### Películas

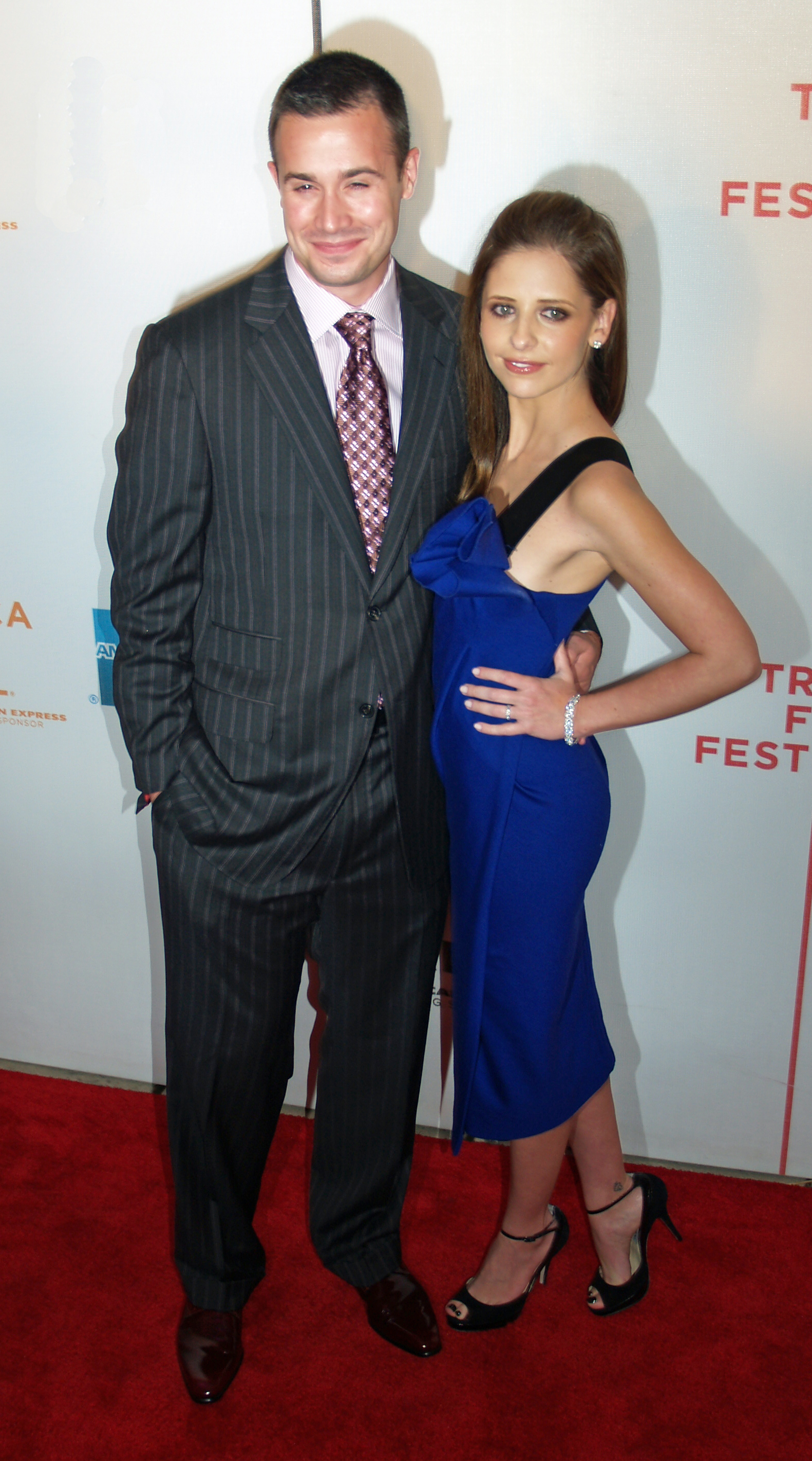
Freddie Prinze Jr. y Sarah Michelle Gellar en el Tribeca Film Festival.

| Año  | Película                              | Personaje            | Notas        |
| ---- | ------------------------------------- | -------------------- | ------------ |
| 1996 | Feliz cumpleaños, amor mío            | Joey Bost            | Secundario   |
| 1997 | The House of Yes                      | Anthony Pascal       | Protagonista |
| 1997 | Sparkler                              | Brad                 | Secundario   |
| 1997 | I Know What You Did Last Summer       | Ray Bronson          | Protagonista |
| 1998 | I Still Know What You Did Last Summer | Ray Bronson          | Protagonista |
| 1999 | She's All That                        | Zack Siler           | Protagonista |
| 1999 | Wing Commander                        | Christopher Blair    | Protagonista |
| 2000 | Down to You                           | Alfred 'Al' Connelly | Protagonista |
| 2000 | Boys and Girls                        | Ryan Walker          | Protagonista |
| 2001 | Head Over Heels                       | Jim Winston          | Protagonista |
| 2001 | Summer Catch                          | Ryan Dunne           | Protagonista |
| 2002 | Scooby-Doo                            | Fred Jones           | Protagonista |
| 2003 | Kim Possible: A Sitch in Time         | Futuros Jim y Tim    | Voz          |
| 2004 | Scooby-Doo 2: Monsters Unleashed      | Fred Jones           | Protagonista |
| 2005 | Shooting Gallery                      | Jericho Hudson       | Protagonista |
| 2006 | Shark Bait                            | Pi                   | Voz          |
| 2006 | Happily N'Ever After                  | Rick                 | Voz          |
| 2007 | Brooklyn Rules                        | Michael Turner       | Protagonista |
| 2007 | Atlanta                               | Eric                 | Secundario   |
| 2007 | New York City Serenade                | Owen                 | Secundario   |
| 2008 | Delgo                                 | Delgo                | Voz          |
| 2008 | Jack and Jill vs. the World           | Jack                 | Protagonista |
| 2009 | No Heroics                            | Bradley              | Secundario   |
| 2012 | Happy Valley                          | Noah                 | Secundario   |
| 2019 | Star Wars: El ascenso de Skywalker    | Kanan Jarrus         | Voz          |
| 2022 | Navidad Contigo                       | Miguel               | Protagonista |
| 2025 | I Know What You Did Last Summer       | Ray Bronson          |              |

### Series de televisión
| Año         | Serie                    | Personaje         | Notas                     |
| ----------- | ------------------------ | ----------------- | ------------------------- |
| 1995        | Cosas de casa            | Tough Guy         | 1 episodio                |
| 1996        | ABC Afterschool Specials | Jeff              | 1 episodio                |
| 2002        | Friends                  | Sandy             | 1 episodio                |
| 2002        | Frasier                  | Mike              | 1 episodio                |
| 2004 – 2006 | Boston Legal             | Donny Crane       | 4 episodios               |
| 2005 – 2006 | Freddie                  | Freddie Moreno    | 22 episodios              |
| 2006        | George Lopez             | Freddie Moreno    | 1 episodio                |
| 2010        | 24                       | Cole Ortiz        | 24 episodios              |
| 2010        | Psych                    | Dennis            | 1 episodio                |
| 2013        | Witches of East End      | Leo Wingate       | 2 episodios               |
| 2013 – 2014 | Bones                    | Danny Beck        | 2 episodios               |
| 2005 – 2015 | Robot Chicken            | Varios personajes | 4 episodios (Voz)         |
| 2014 – 2018 | Star Wars Rebels         | Kanan Jarrus      | ¿? episodios (Voz)        |
| 2016 - 2017 | First Impressions        | Él mismo          |                           |
| 2021        | Punky Brewster           | Travis            |                           |
| 2022–2024   | WWE Rivals               | Él mismo          | Presentador; 16 episodios |

### Videojuego
| Año  | Videojuego                                | Personaje      | Notas |
| ---- | ----------------------------------------- | -------------- | ----- |
| 2008 | Scarface 2                                | Tom Woodside   | Voice |
| 2012 | Mass Effect 3                             | Lt. James Vega | Voice |
| 2014 | Dragon Age: Inquisition                   | The Iron Bull  | Voice |
| 2017 | Mass Overdose Thug V : Crimes ans Furious | Nate Santana   | Voice |
| 2017 | Guns 5                                    | Jeff Marshall  | Voice |

## Premios y nominaciones
| Año  | Premio                           | Categoría                                                                | Nominación                            | Resultado |
| ---- | -------------------------------- | ------------------------------------------------------------------------ | ------------------------------------- | --------- |
| 1996 | Golden Globe Awards              | Mr. Golden Globe                                                         |                                       | Ganador   |
| 1998 | Blockbuster Entertainment Awards | Favorite Actor - Horror                                                  | I Know What You Did Last Summer       | Nom       |
| 1999 | Blockbuster Entertainment Awards | Favorite Actor - Horror                                                  | I Know What You Did Last Summer       | Ganador   |
| 1999 | Teen Choice Awards               | Choice Movie: Actor                                                      | She's All That                        |           |
| 1999 | Alma Awards                      | Outstanding Actor in a Feature Film in a Crossover Roll                  | I Still Know What You Did Last Summer | Nom       |
| 1999 | Teen Choice Awards               | Choice Chemistry for Sexiest Love Scene (Shared with Rachael Leigh Cook) | She's All That                        | Ganador   |
| 1999 | MTV Movie Awards                 | Best On-Screen Duo (compartido con Rachael Leigh Cook)                   | She's All That                        | Nom       |
| 1999 | Teen Choice Awards               | Choice Movie: Actor                                                      | Down to You                           | Ganador   |
| 1999 | Teen Choice Awards               | Choice Chemistry (compartido con Julia Stiles)                           | Down to You                           | Nom       |
| 2000 | Alma Awards                      | Outstanding Actor in a Feature Film                                      | She's All That                        |           |
| 2000 | Blockbuster Entertainment Awards | Favorite Actor - Comedy/Romance                                          | She's All That                        |           |
| 2000 | Kids' Choice Awards              | Favorite Movie Couple                                                    | She's All That                        | Ganador   |
| 2002 | Teen Choice Awards               | Choice Movie: Comedy Actor                                               | Scooby Doo                            | Nom       |
| 2002 | Teen Choice Awards               | Choice Chemistry (compartido con Sarah Michelle Gellar)                  | Scooby Doo                            |           |